# Blue Water Sailing (magazine)
Pour les articles homonymes, voir Blue water sailing.
Blue Water Sailing est un magazine mensuel américain basé à Rhode Island et consacré au nautisme. Il est vendu dans 67 pays.

## Histoire
Il est paru pour la première fois en 1996.